# Polyardis monotheca
Polyardis monotheca är en tvåvingeart som först beskrevs av Edwards 1938.  Polyardis monotheca ingår i släktet Polyardis och familjen gallmyggor. Inga underarter finns listade i Catalogue of Life.